# Onquesto

Mapa de ciudades de la antigua Beocia. Onquesto se situaba aproximadamente a medio camino entre Tebas y el lago Copaide.

Onquesto (en griego, Ογχηστός) es el nombre de una antigua ciudad griega de Beocia, que fue mencionada por Homero en el Catálogo de las naves de la Ilíada, donde recibe el epíteto de sagrada y se la califica como bosque de Poseidón.

## Mitología griega y ritos
Según la mitología griega, era el lugar donde vivió Onquesto, hijo de Poseidón. También era el lugar de procedencia de Megareo, otro hijo de Poseidón, que comandó un ejército de beocios que acudió en ayuda de los atenienses cuando estos sufrieron la invasión de los cretenses.
En el himno homérico a Apolo se describe un ritual en el que se consagraban carros a Poseidón que se celebraba en Onquesto. El ritual consistía en que se uncían potros recién domados a un carro y, después de haberlos conducido durante un tiempo, el auriga descendía y proseguía a pie dejando que los potros siguieran tirando del carro en el interior del bosque sagrado. Si el carro acababa destrozado, el dueño conservaba los caballos pero el carro era abandonado allí y se elevaba una plegaria a Poseidón, que a partir de entonces sería el que lo custodiaría.
Fue citada también por Apolonio de Rodas, que menciona el «bosque de Onquesto de Hiantia» —donde Hiantia se refiere al territorio de los hiantes, una tribu beocia— así como por Hesíodo, en un fragmento conservado a través de Esteban de Bizancio, que señalaba que fue erigida por el beocio Onquesto.

## Historia

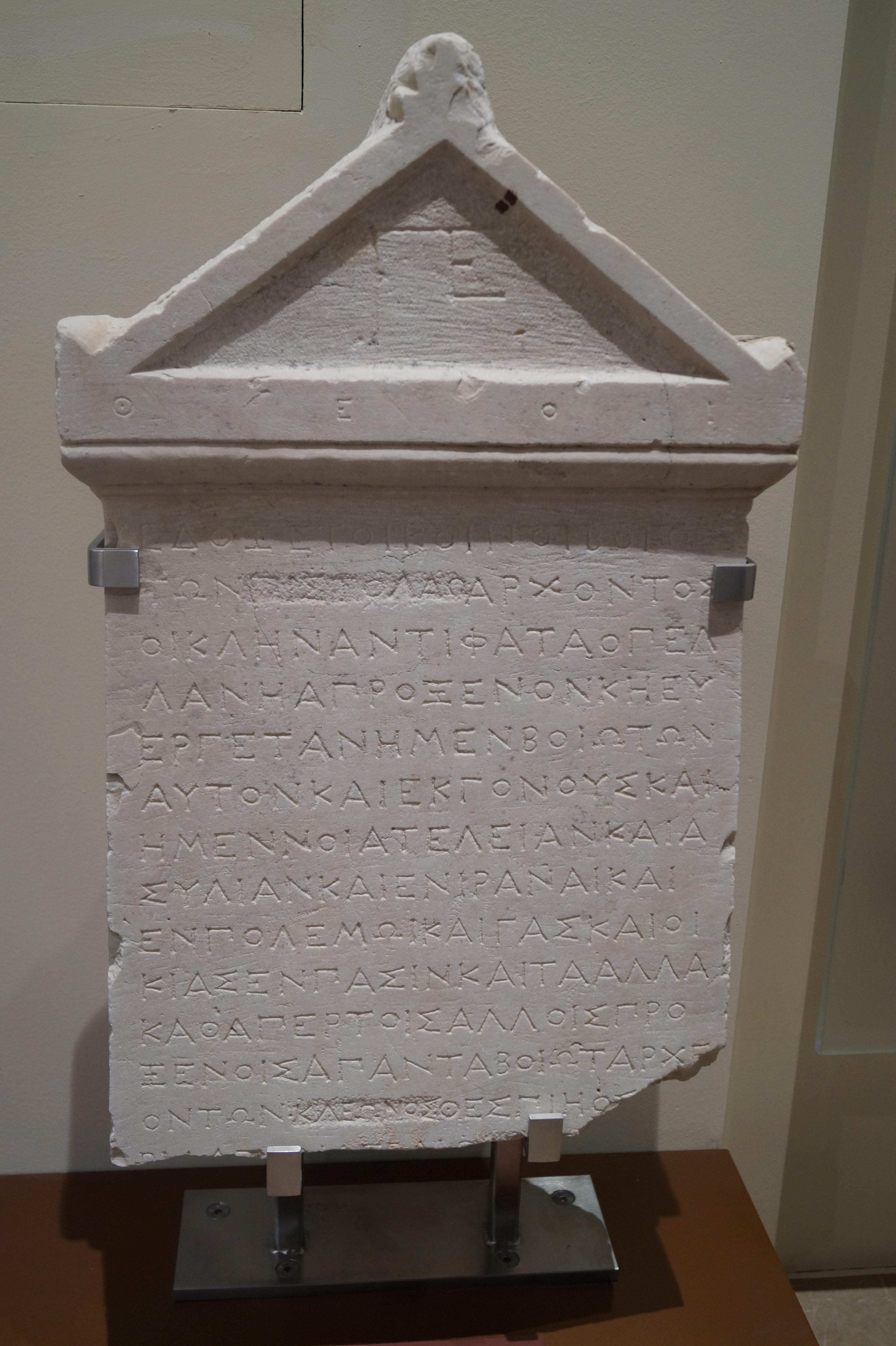
Decreto de proxenía de Onquesto, en el Museo Arqueológico de Tebas.

Estrabón explica que era el lugar donde se reunían en asamblea los anfictiones, un lugar de reunión que pudo establecerse a partir del siglo IV a. C. El geógrafo también destaca el santuario sagrado de Poseidón pero, a diferencia de Homero y Apolonio de Rodas, describe que era un sitio sin árboles, aunque justifica esta ausencia comentando que los poetas, para embellecer sus obras, llaman arboledas sagradas a todos los recintos sagrados, aunque no haya árboles. Posteriormente a Estrabón, sin embargo, Pausanias visitó el lugar, que ubica a 15 estadios del monte donde lanzaba los enigmas la Esfinge de la mitología griega y además de ver las ruinas de Onquesto y el templo y la estatua de Poseidón, también vio el bosque mencionado por Homero.

## Arqueología
Se localiza en la ruta entre Tebas y el lago Copaide, en el área de un lugar llamado actualmente Steni Mavromatiou y se divide en dos sectores. Uno de ellos está situado al pie de la colina de Kazarma. Allí se han encontrado los restos de dos edificios que se estima que fueron el templo de Poseidón y un buleuterio. El segundo sector está al noroeste del anterior y en él se encontraron los restos de una gran estructura que tenía una stoa. Debió ser el centro administrativo del santuario ya que algunos de los restos hallados indican que fue utilizado por representantes de la Liga Beocia. También se han hallado fragmentos de cerámica de la Edad del Bronce.